# Michael Schwill
Michael Schwill (* 11. Mai 1962 in Genthin) ist ein deutscher Maler.

## Leben
Michael Schwill wurde 1962 als Sohn des Agrar-Ingenieurs Georg Schwill und der Angestellten Siglinde Schwill geboren. Er hat einen älteren und einen jüngeren Bruder und eine jüngere Schwester.
Michael Schwill machte nach dem Abitur und der Armeezeit von 1982 bis 1984 eine Erwachsenenausbildung zum Dreher Facharbeiter in Magdeburg. In dieser Zeit fand er seinen Zeichen-Lehrer Wilhelm Paulke in Magdeburg. Bei der Bezirkskulturakademie Magdeburg absolvierte er von 1985 bis 1987 die Spezialschule für Leiter im bildnerischen Volkskunstschaffen und parallel in dieser Zeit ein Abendstudium an der Hochschule für Grafik und Buchkunst in Leipzig. Von 1987 bis 1989 studierte er in Halle an der Kunsthochschule Burg Giebichenstein Malerei und wechselte dann 1989 nach Dresden an die Hochschule für Bildende Künste Dresden. Seine wichtigsten Lehrer waren dort Elke Hopfe, Hubertus Giebe und Siegfried Klotz. An der HfBK machte er 1993 sein Diplom als Maler und Grafiker bei Claus Weidensdorfer und Horst Leifer.
Von 1995 bis 1997 gab es Präsentationen seiner Malerei in der Galerie Mitte Dresden bei Karin Weber unter Ausrichtung der Philip Morris Kunstförderung. Von 2003 bis 2014 wurde Michael Schwill von der Galerie Sybille Nütt in Dresden vertreten. Seit 2016 malt Michael Schwill Aquarelle. Er lebt und arbeitet in Dresden.

## Werk
Michael Schwill malt seine Tafelbilder mit verschiedenen Techniken der Ölmalerei. Die Themen seiner Bilder lässt er in dem für ihn charakteristischen Malprozess aus der Erinnerung seiner persönlichen Geschichte entstehen. Mitunter wirkt seine Malerei so abstrakt, dass die alltägliche Dominanz der menschlichen Form in den Hintergrund tritt. Auch wenn die zentral menschlichen Themen seiner Kompositionen im Leuchten der Farben zu verschwinden scheinen, bleibt die Präsenz des Menschen doch sichtbar. Das Verschwinden der Dinge, kann man als einen der wichtigen Aspekte seiner Ölbilder bezeichnen. In seinen Aquarellen und Zeichnungen vertieft sich der Maler in die Wahrnehmung alltäglicher Dinge. Er malt Stillleben, Blumen, Landschaften und Porträts von eindringlich farbiger Präsenz.

## Ausstellungen
Michael Schwill stellt seine Malerei in Personal- und Gruppenausstellungen seit 1987 in öffentlichen Räumen, wie Kunstvereinen, Galerien, Sammlungen, Salons und auf Messen aus. Die wichtigsten Ausstellungen:
- 1987 Studentenclub Technische Hochschule Magdeburg
- 1990–93 Frühlingssalon HfBK Dresden (Gruppenausstellungen)
- 1991 Ausstellung in der Galerie Süd in Magdeburg
- 1992 „Das 4. Studienjahr der HfBK Dresden“, Ausstellung in der Villa Oppenheim Berlin
- 1993 Diplomausstellung in der Hochschule für Bildende Künste Dresden
- 1995 „Von und zu Gipsberg“ im Panoramamuseum Bad Frankenhausen
- 1995 „Blaupause“ in der Galerie Mitte Dresden
- 2000 „5. Bautzener Herbstsalon“ im Kunstverein Bautzen (Gruppenausstellung)
- 2002 „Beobachter auf zwei Posten“ Kunstverein Bautzen
- 2003 „Selbstoperation“ Kassenzahnärztliche Vereinigung Sachsen
- 2004 „Der Mandarin“ in der Galerie Sybille Nütt Dresden
- 2005 „Zwei Selben - Drei Gleichen“, Kunstverein Löbau
- 2006 „Grüne Wolke - Blaues Band“ im Einnehmerhaus KV Freital mit Christiane Latendorf
- 2007 „Halbe Halbe“, Sächsische Landesärztekammer Dresden
- 2008 Rosementis Bautzen
- 2010 „Wer träumt Wen“ in der Galerie Sybille Nütt Dresden, Laudatio Heinz Weißflog
- 2010 „Getrommelte Kurven“ mit Christiane Latendorf im Haus Schulenburg Gera, Laudatio Kathrin Lahl, Videodokumentation der Ausstellung
- 2011 Messebeteiligung „Art Karlsruhe“
- 2011 „...so romantisch wie möglich“ 11. Bautzener Herbstsalon im Kunstverein Bautzen (Gruppenausstellung)
- 2012 Messebeteiligung „Art Karlsruhe“
- 2013 Messebeteiligung „Art Karlsruhe“
- 2013 Galerie Interart, Heeswijk-Dinther, Niederlande (Gruppenausstellung)
- 2015 „Die doppelte Pyramide“ in der Galerie Opfikon in Glattbrugg, Schweiz, mit Christiane Latendorf
- 2016 „Ins Blaue Ewig Grün“ in der Galerie Ines Schulz in Dresden mit Christiane Latendorf, Laudatio Dr. Jördis Lademann
- 2019 „Das große Fest“ Jubiläumsausstellung 40 Jahre Galerie Mitte Dresden, 35 Jahre Karin Weber, Grußwort Annekatrin Klepsch, Kulturbürgermeisterin Dresden (Gruppenausstellung)
- 2019 „Garten und Landschaft“ Jubiläumsausstellung 250 Jahre Garten und Park am Schloss Reinhardtsgrimma, Laudatio Dr. Jördis Lademann (Gruppenausstellung)
- 2023 „Pax Illokut“ Ölbilder und Aquarelle in der Galerie Medienkulturhaus Pentacon Dresden, Einführung Sylvia Tietze

## Kunst im öffentlichen Raum
- 1991 Deutsche Bank, Frankfurt a. M.
- 1992 Landtag Sachsen-Anhalt, Magdeburg
- 1995 Panoramamuseum Bad Frankenhausen
- 1996 Kunstfonds Sachsen, Dresden
- 1998 Passendorfer Kirche (Halle) Deckengemälde
- 2008 Sächsischer Landtag Dresden

## Preise, Stipendien
- 1994 Philip Morris Stipendium Sachsen
- 1995 Stipendium Atelierhaus Bad Frankenhausen, Thüringen
- 1996 Arbeitsstipendium Kulturfonds Berlin

## Kataloge
- 1992 Katalog zur Ausstellung „Das 4. Studienjahr der HfBK Dresden“ in der Villa Oppenheim Berlin
- 1995 „Vier in Dresden“ Philip Morris Kunstförderung, zusammen mit den Stipendiaten Maik Wolf, Nicolai Angelov und Roland Boden
- 2000 „5. Bautzener Herstsalon“ Kunstverein Bautzen e.V.
- 2000 „Erworben“ Bestandskatalog des Kunstfonds des Freistaates Sachsen
- 2004 „Der Mandarin“ Katalog zur Personalausstellung Galerie Sybille Nütt mit einem Vorwort von Sybille Nütt, einem Text des Künstlers und zwei Gedichten von Octavio Paz